# Bocaina do Sul
Pour les articles homonymes, voir Bocaina.
Bocaina do Sul est une ville brésilienne de l'intérieur l'État de Santa Catarina.

## Géographie
Bocaina do Sul se situe à une latitude 27° 44′ 40″ sud et à une longitude de 49° 56′ 40″ ouest, à une altitude de 860 mètres.
Sa population était de 3 290 habitants au recensement de 2010. La municipalité s'étend sur 496 km2.
Elle fait partie de la microrégion de Campos de Lages, dans la mésoregion Serrana de Santa Catarina.

## Économie
L'économie de la municipalité est basée sur l'agriculture: élevage, apiculture, pisciculture, exploitation des ressources naturelles (notamment le bois pour l'industrie papetière et du meuble), production de yerba maté, culture du maïs, du haricot et du tabac.

## Tourisme
Sur le plan touristique, on peut citer les chutes de Pinheiro Marcado et l'ancienne usine de papier (propriété privée ouverte au public). L'artisanat local est présenté tous les ans au marché de la Mostra do Campo, la première semaine après Pâques. En février, on peut également noter la fête de Notre-Dame du Bon Voyage (Nossa Senhora da Boa Viagem en portugais), patronne de la ville.

## Villes voisines
Bocaina do Sul est voisine des municipalités (municípios) suivantes :
- Otacílio Costa
- Bom Retiro
- Rio Rufino
- Painel
- Lages